# Simon's Town
Simon's Town (aussi connue sous le nom de Simonstown et, en afrikaans, de Simonstad), est une ville et une base navale située en Afrique du Sud dans la province du Cap-Occidental. Baptisée en l'honneur du gouverneur Simon van der Stel, elle est juchée sur les rives de False Bay, au sud-est du Cap au bord de l'océan Atlantique.

## Localisation
Simon's Town est située à 36 km au sud-est de la ville du Cap. Traversée par la route M4, elle est la dernière ville de False Bay avant l'entrée du parc national du Cap de Bonne Espérance. 
Simonstown est aussi le terminus du chemin de fer de banlieue de la ville du Cap.

## Démographie
Selon le recensement de 2011, les 6 569 habitants de Simon's Town sont majoritairement blancs (à 56,42 %). Les populations bantoues représentent 24,52 % des habitants tandis que les coloureds, majoritaires dans la province et dans la péninsule du Cap, représentent 12,68 % des résidents. La langue la plus parlée de la ville est l'anglais (67,99 %) devant l'afrikaans (18,54 %).

## Quartiers

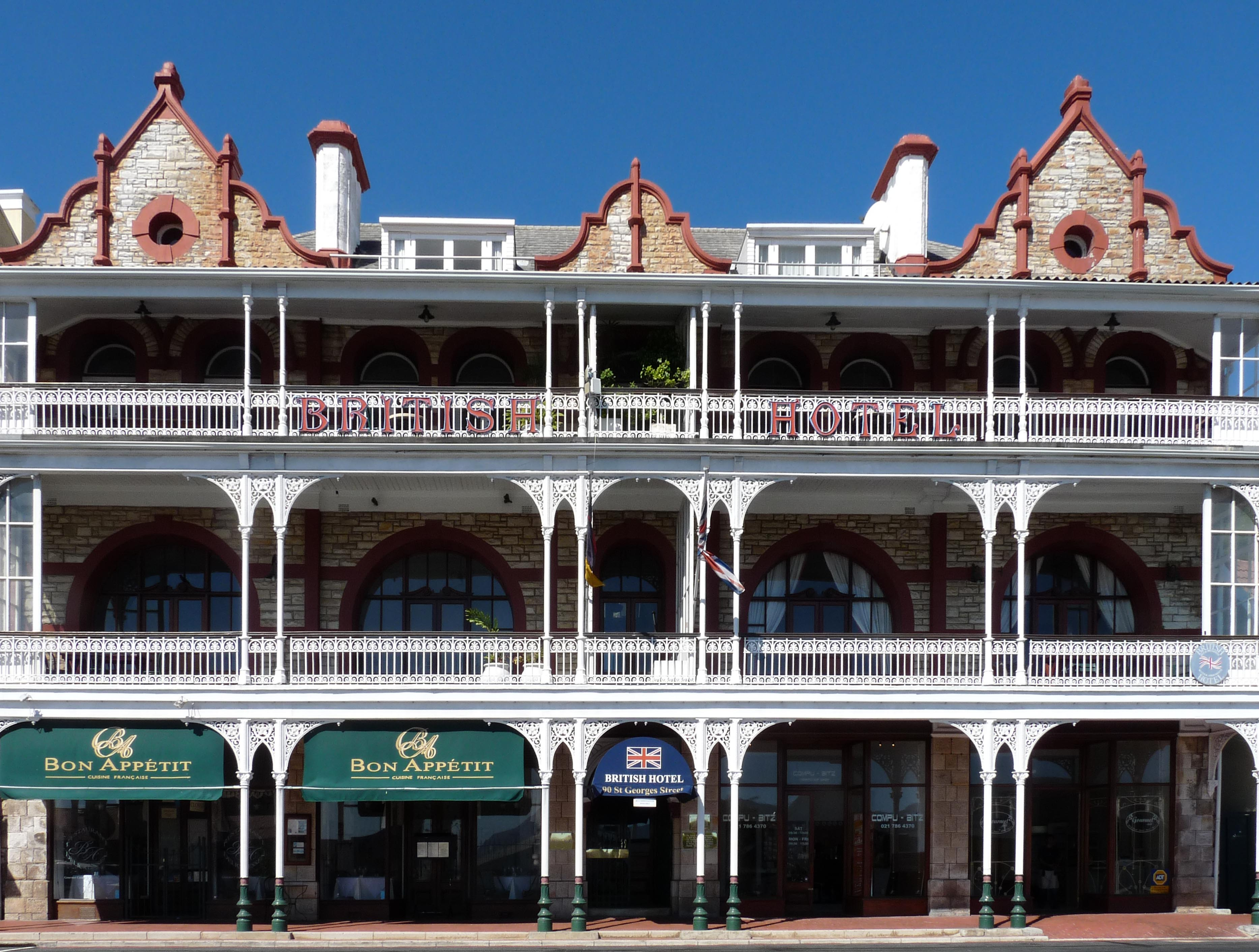
British Hotel sur St. Georges Street

Simonstown comprend 22 secteurs géographiques : Admirals Kloof, Bayview Heights, Bay View Village, Bellvue, Boulders, Da Gama Park, Dido Valley, Froggy Farm, Glencairn, Glencairn Heights, Glen Marine, Glen Ridge, Harbour Heights, Mount Pleasant, Murdock Valley, Pine Haven, Simon's Kloof, Simon's Town Habour, Simon's Town centre-ville, Welcome Glen, Winford et  Woodlands. 
Le township de Da Gama Park est le quartier qui compte le plus d'habitants. Situé à la périphérie du centre-ville, les 1 463 habitants de Da Gama Park sont majoritairement noirs (à 39,71 %). Les coloureds représentent 25 % des habitants de ce quartier et les blancs, 19,55 % des résidents.
Mis à part le secteur du port de Simon's Town (dont les résidents enregistrés sont noirs à plus de 74%), tous les autres quartiers sont très majoritairement blancs (100 % dans celui de Pine Haven). Celui de Dido Valley ne compte pour sa part aucune habitation résidentielle.

## Histoire

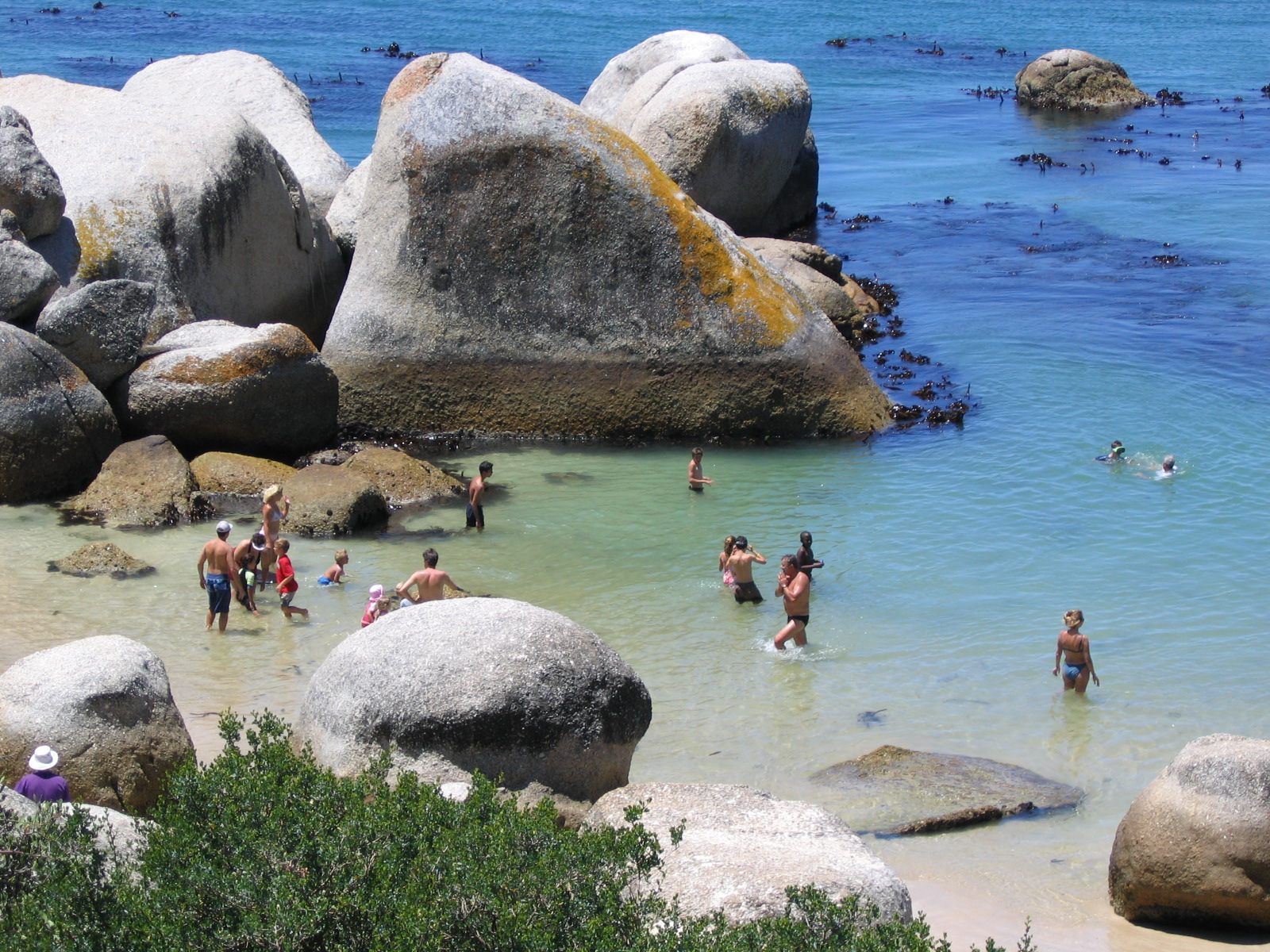
Plage de Boulders Beach

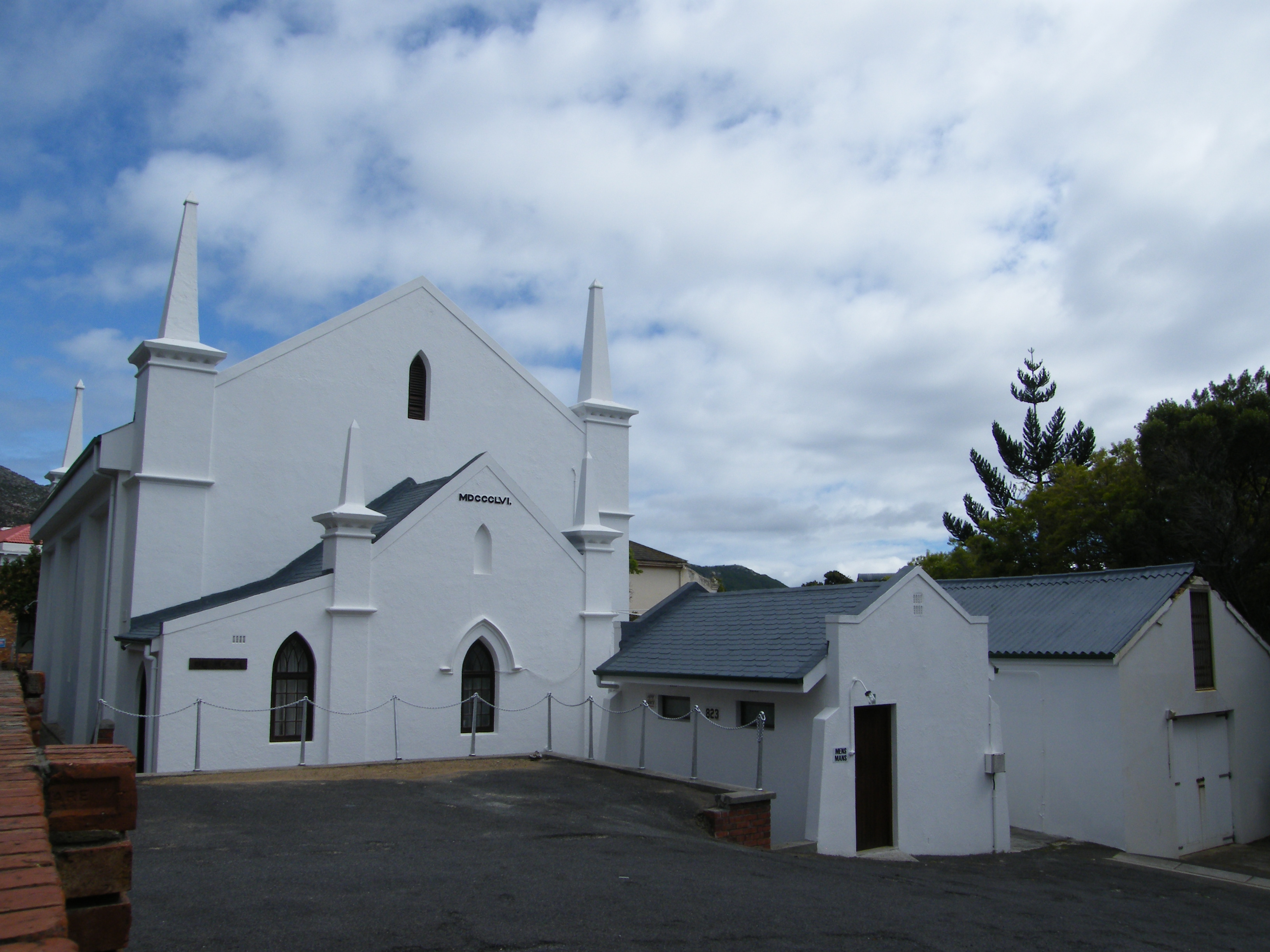
Église réformée néerlandaise sur St Georges Street

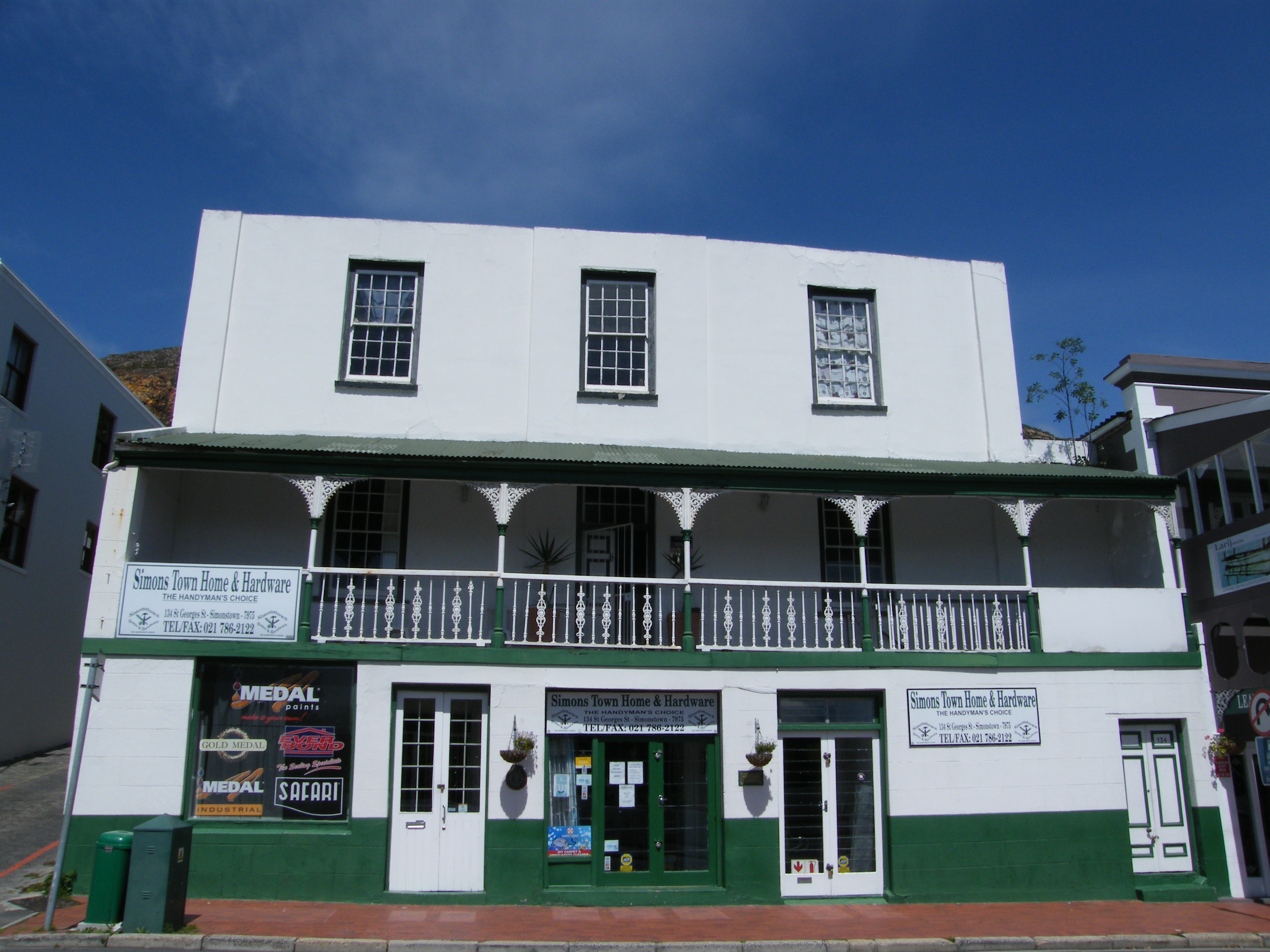
Bay View House sur St Georges Street

D'abord baptisée Simon’s Vlek (Baie de Simon), son nom fait référence à Simon van der Stel, gouverneur de la colonie de 1679 à 1697 qui en 1687 désigna le site pour en faire un port. À la suite de nombreux naufrages dans la baie de la montagne de la Table, la compagnie néerlandaise des Indes orientales désigna Simonstown en 1741 comme port principal les mois de mai et d'août pour accoster en Afrique du Sud.
C'est à partir de l'occupation britannique de la colonie en 1806 que le port de Simonstown prit néanmoins non seulement officiellement son nom mais aussi son importance militaire et stratégique. Pendant deux siècles, la ville fut ainsi une importante base navale d'abord de la Royale Navy britannique puis de la marine sud-africaine. 

Durant la Seconde Guerre mondiale, la base navale servit de port de refuge pour les navires alliés bien que 125 navires furent coulés au large par les sous-marins allemands et japonais. C'est en 1957 que la base navale fut rétrocédée à la marine sud-africaine dont elle est en 2016 l'unique port militaire.

## Administration municipale
Simon's Town a obtenu son statut municipal en 1883. Elle est alors la seule localité, mis à part celle du Cap, à bénéficier de ce statut autonome parmi les villes et villages de la péninsule du Cap. 
Nicki Holderness fut le dernier maire de Simon's Town avant que la municipalité ne fut dissoute et incorporée en 1996 dans la municipalité du sud de la péninsule. Élue maire en 1987, elle a continué à représenter la ville au sein de la municipalité du Cap de 2000 à 2011. 

## Politique

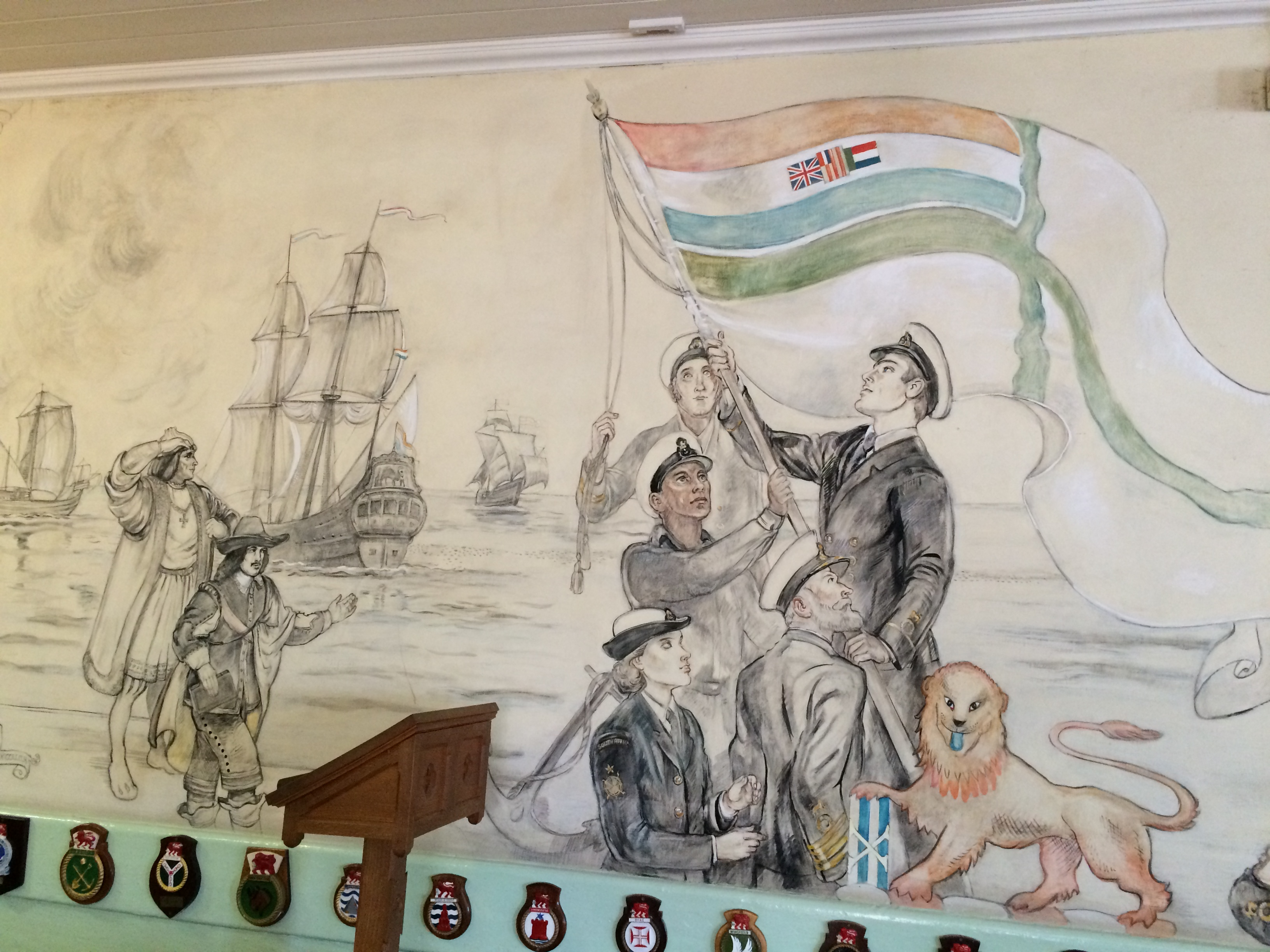
Fresque de la chapelle du musée naval évoquant l'histoire de la marine sud-africaine

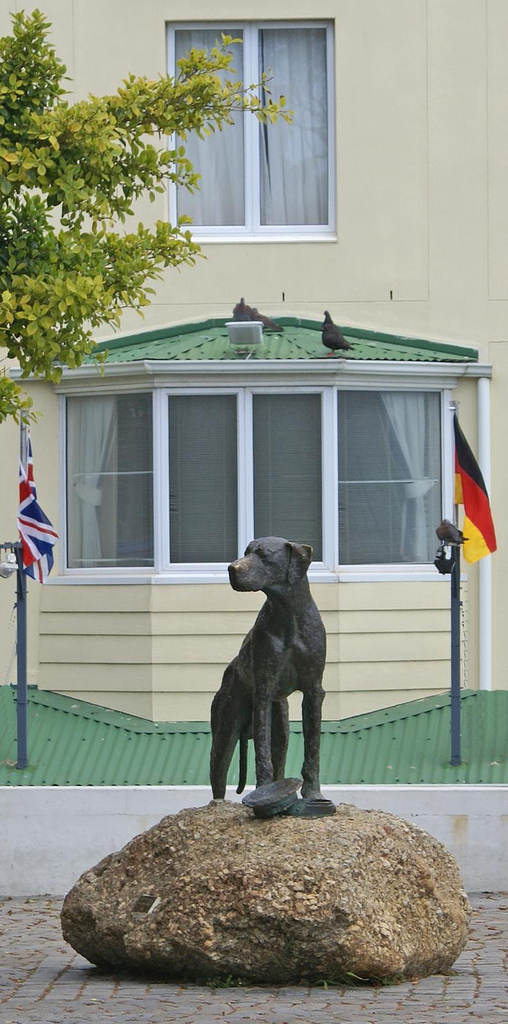
statue d'Able Seaman "Just Nuisance"

Constituée principalement à partir de l'ancienne circonscription législative de la péninsule sud du Cap (1910-1958), la circonscription législative de Simon's Town (comprenant notamment les localités côtières de Muizenberg, Fish Hoek, Glencairn, Farnborough et Kommetjie) fut créée pour les élections générales sud-africaines de 1958. Acquise au parti uni, elle est d'abord représentée par Lewis Charles Gay (1953-1966) puis par John Wiley (1966-1977). Lors du référendum sur la République en 1960, les électeurs de la circonscription de Simonstown votent massivement pour le maintien de l'Union de l'Afrique du Sud au sein de la Monarchie britannique (par 9 229 voix contre 2 591 voix).
Lors des élections générales sud-africaines de 1977, Wiley conserve son mandat de député de Simonstown sous les couleurs du nouveau parti sud-africain. Il se rallie trois ans plus tard au parti national qui conserve la circonscription avec le maire de la ville, Harry Dilley, lors des élections législatives de 1987. Dilley est cependant battu par Jannie Momberg, candidat du parti démocratique, lors des élections législatives de 1989. En 1992, Momberg fait partie des premiers et rares députés à rallier le congrès national africain. La circonscription législative de Simon's Town est supprimée lors du changement de mode de scrutin pour les élections générales sud-africaines de 1994. 
Depuis la refondation de la municipalité du Cap en 2000, Simon's Town est situé dans le 19e arrondissement du Cap et dans la circonscription municipale n° 61 comprenant Simon’s Town, Glencairn, Scarborough, Misty Cliffs, Ocean View, Smitswinkelbaai, la moitié de Fish Hoek, Castle Rock, Red Hill, et des zones de la Table Mountain National Park). Le conseiller municipal élu de cette circonscription est Simon Liell-Cock (DA)

## Tourisme
En plus d'être une base navale, Simon's Town est également un petit port de commerce et de villégiature ainsi qu'une station balnéaire et touristique. 
La ville présente de nombreuses maisons victoriennes ou de monuments coloniaux comme la maison de l'amirauté (1814) et la chapelle Wesleyan (1828), l'hôpital de la Compagnie néerlandaise des Indes orientales (1764) ainsi que des musées dont le musée naval d'Afrique du Sud.
Sur la place du jubilee se dresse la statue d'Able Seaman "Just Nuisance", résident de Simonstown et seul chien de l'histoire à avoir été officiellement enrôlé dans la marine britannique.
La plage de Boulders Beach accueille depuis 1985 une colonie sauvage de manchots du Cap.

## Personnalités locales
- John Wiley, joueur de cricket, député de Simon's Town à la chambre de l'assemblée du parlement de 1966 à 1987, ministre de l'environnement et du tourisme (1984-1986) puis ministre de l'environnement et de l'eau (1986-1987).
- Jannie Momberg, viticulteur, administrateur sportif, diplomate, député de Simon's Town à la chambre de l'assemblée du parlement de 1989 à 1994
- Simon Peyton Jones, informaticien britannique, né à Simonstown.